# Mene (đơn vị)
Mĕnē (cũng là mina, tiếng Aram) (tiếng Hebrew: מנה) là một đơn vị đo trọng lượng của người Lưỡng Hà cổ đại đối với vàng hoặc bạc và là một trong những từ được viết sớm nhất chỉ về tiền. Mĕnē, giống như shekel, cũng là một đơn vị tiền tệ. Ở Hy Lạp cổ đại, ban đầu nó tương đương 70 drachma và sau đó được tăng lên 100 drachma. Từ Hy Lạp mna được mượn từ tiếng Semitic; so với māneh tiếng Hebrew, tiếng Aram Mene, Syria Manya, mn Ugaritic, và Manu Akkadian. Tuy nhiên, trước khi nó được sử dụng làm tiền tệ, một mene là một đơn vị đo lường, bằng 567 gram. Một mĕnē vàng sẽ trị giá 23.000 USD và một mĕnē bạc sẽ trị giá 300 USD theo giá kim loại ngày nay. 
Trong ngôn ngữ dân gian được sử dụng bởi các thủy thủ, từ mina hoặc mines có nghĩa là "mỏ", cho thấy tài nguyên khoáng sản được khai thác từ mặt đất.
Từ thời Sumer sớm nhất, mĕnē là một đơn vị trọng lượng. Lúc đầu, talents và shekels chưa được giới thiệu. Vào thời của Ur-Nammu, mĕnē có giá trị bằng 1/60 talents cũng như 60 shekels. Giá trị của mĕnē được tính bằng 1,25 pound hoặc 0,571 kg mỗi mĕnē (18.358 troy ounce).
Bằng chứng từ Ugarit chỉ ra rằng một mĕnē tương đương với năm mươi shekels. Tiên tri Ezekiel nói đến một mĕnē ('maneh' trong Phiên bản King James) là sáu mươi shekels, trong Sách Ezekiel. Giêsu thành Nazareth nói về "dụ ngôn của mĕnē" trong Phúc âm Lu-ca 19:11-27.
Từ thời Đế quốc Akkad, 2 mĕnē tương đương với 1 sila nước (xem clepsydra, đồng hồ nước).

## Nữ thần thời gian Selene
Nữ thần Hy Lạp cổ đại Selene cũng được biết đến bởi thuật ngữ Hy Lạp cổ đại cho mặt trăng "Mene". Cô là nữ thần mặt trăng biểu thị lịch hoặc thời gian trôi qua.

## Hình ảnh

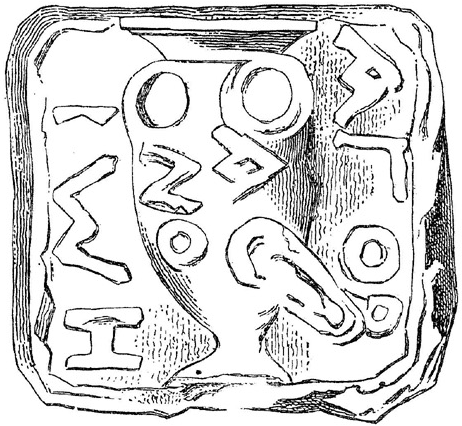
Mĕnē của Athens.
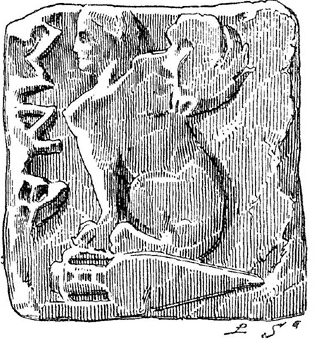
Mĕnē của Chios.
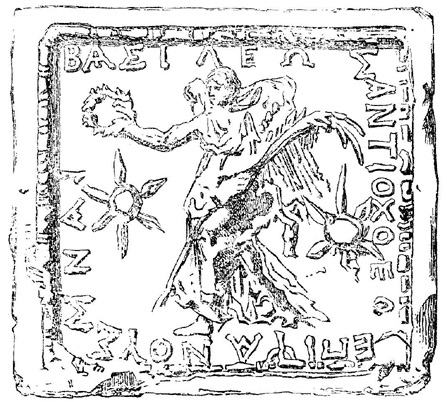
Mĕnē của Antiochus IV Epiphanes.
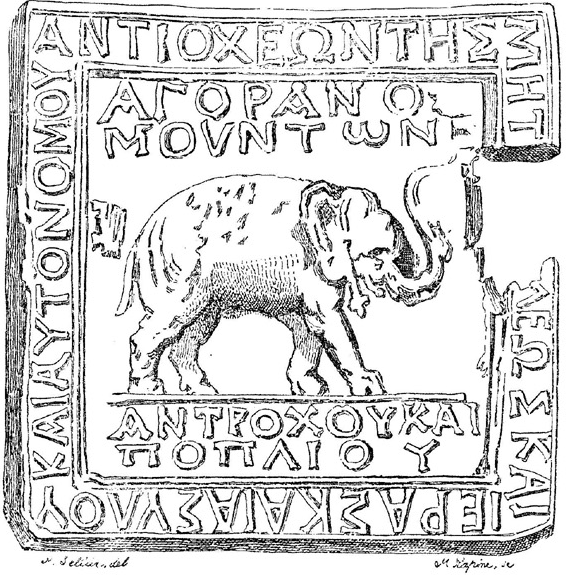
Mĕnē của Antioch.